# NHK 홍백가합전
《NHK 홍백가합전》은 NHK가 매년 12월 31일(오미소카)에 방송하고 있는 남녀 대항 형식의 음악 프로그램이다. 줄여서 홍백이라도 부른다.

## 개요
여성 아티스트들을 홍조(紅組 아카구미[*]), 남성 아티스트들을 백조(白組 시로구미[*])로 나누어 대항전 형식으로 노래와 연주를 선보이는 프로그램이다. 3회까지는 정월에 방송되던 라디오 프로그램이었으나, NHK가 텔레비전으로 방송을 시작한 4회 이후에는 12월 31일(오미소카) 밤으로 시간대를 변경하여 방송 중이다. 현재는 일본에서 "1년을 마무리하는 프로그램"의 대명사가 되어있다. 처음 방송이 시작된 이후로 단 한 번도 연기되거나 중단된 적이 없다.
일본을 대표하는 가수와 뮤지션들이 다수 출연하며, 굳이 음악계의 인물이 아니더라도 그해에 인기를 끌었던 저명인사들이 출연하기 때문에 방송이 처음 시작했을 때부터 높은 시청률을 기록해왔다. 특히 방송 시간대가 늦은 밤까지 이어지는 와중에도 연간 시청률에서 줄곧 상위권에 이름을 올릴 정도로 일본인들이 높은 관심을 두고 시청하는 프로그램이며, 연말부터 이듬해까지 신문이나 잡지, 심지어 NHK의 경쟁 상대인 민영 방송사까지 홍백에 관련된 화제를 다룬다.
방송 시간은 1967년 이후로 오랫동안 21시에 시작되는 것으로 고정됐으나, 1989년에 프로그램을 1부, 2부로 나누며 방송시간을 대폭 늘린 뒤로 19시에서 20시 사이로 시간대가 당겨졌다. 1부와 2부 사이에 그해의 마지막 《NHK 뉴스》가 방송된다. 프로그램이 끝나는 시간은 1962년 이후 23시 45분에 끝나는 것으로 고정됐다. 생방송이 끝난 뒤 연이어 《가는 해 오는 해》(ゆく年くる年)라는 신년 프로그램이 항상 방송돼왔으며, 80년대까지는 오미소카에 TBS에서 방송되는 《일본레코드대상》을 먼저 본 후, 레코드 대상이 끝나면 《홍백가합전》을 보고, 마지막에 《가는 해 오는 해》를 보며 일년을 마무리하는 시청자들이 많았다.
1973년부터 NHK 홀에서 중계되고 있으며, 그전에는 다음과 같은 여러 장소를 전전해가며 방송을 진행하였다. NHK 홀 다음으로 방송 장소로 가장 많이 이용된 곳은 도쿄 다카라즈카 극장이다.
- NHK 도쿄 방송 회관 제1 스튜디오
1951년(제1회) - 1953년(제3회)
- 일본 극장
1953년(제4회)
1960년(제11회)
- 히비야 공회당
1954년(제5회)
- 도쿄 산케이 홀
1955년(제6회)
- 도쿄 다카라즈카 극장
1956년(제7회) - 1957년(제8회)
1959년(제10회)
1961년(제12회) - 1972년(제23회)
- 신주쿠 코마 극장 (사진 우측)
1958년(제9회)

## 진행 과정

### 방송 전까지
홍조와 백조의 사회로 뽑힌 사람들은 일반적으로 본 방송까지 NHK와 관련된 일을 맡게 된다. 연말연시에 발행되는 여러 텔레비전 정보지(テレビ情報誌)의 표지 모델로 기용된다던가, 홍백가합전의 사회를 맡는 것에 대한 인터뷰도 실리는 경우가 많다. 그밖에도 사회자를 모델로 한 여러 가지 카드가 발매되기도 한다.
출장하는 음악가들의 곡과 노래를 부르는 순서는 방송 전에 모두 공개되는데, 선곡된 노래는 12월 중순, 노래 순서는 12월 하순에 발표된다. 원칙적으로 각 음악가들이 부를 수 있는 노래는 1곡이며, 그해 발표한 자신의 노래를 선보인다. 다만 1년에 여러 곡을 히트시켰다던가, 여러 해동안 홍백에 출연해온 대형 가수들은 메들리로 2곡 이상을 선보이기도 한다. 메들리가 처음 피로된것은 1963년 제14회 홍백에서 이토 유카리, 소노 마리, 나카오 미에가 한 팀으로 나와서 본인들의 노래를 나눠 부른것이 시작으로, 이들을 맞상대했던 우에키 히토시 역시 2곡을 메들리로 부르며 응수했다. 또한 그해 발표한 곡이 아니라 과거에 발표했던 노래를 선보이는 경우도 있으며, 특히 신곡 판매가 부진한 중견 엔카 가수들이 왕년에 히트곡을 몇번이고 노래하는 경우도 있다. 홍백에서 가장 많이 불린 노래는 이시카와 사유리의 〈아마기 고개〉와 〈츠가루 해협 겨울 경치〉인데, 이시카와는 이 두 곡을 각각 10회씩 불렀다. 또한, 선곡을 할 수 있는 권한은 음악가가 아니라 NHK쪽에 있는데, 실제로 1991년 제41회 홍백에 선출되었던 HOUND DOG는 제작진 측과 선곡 부분에서 대립하다가 사퇴하였으며, 2009년에 사퇴한 후세 아키라는 홍백에서 부를 수 있는 노래가 고정되어 있다는 것을 사퇴 이유의 하나로 들었다.
생방송 날이 다가올수록 홍백의 홍보를 위한 특집이 많이 개설되어, 사회자와 출연자를 비롯한 홍백 관계자들이 이런 프로그램에 게스트로 초청된다. 《당신이 선택한 추억의 홍백 감동의 홍백》(BS2)처럼, 과거에 방송되었던 홍백가합전의 모습을 담은 특집 방송이 방영되기도 한다.
12월 29일부터 본격적인 리허설이 시작된다. 홍백가합전의 대본은 두껍기로 아주 유명한데, 일례로 2015년에 방송된 제66회 홍백 대본은 총 672 페이지에 달한다. 출연자들 사이의 대화와 사회자들의 진행 모두 애드립이라는 것이 없으며, 1초 단위로 짜여진 대본에 의해 통제된다. 대본에 얽매이지 않았던 출연자는 2007년 백조 사회를 맡은 쇼후쿠테이 츠루베가 거의 유일하게 꼽힌다. 리허설 첫 날인 29일에는 "사회자 면담"이라는, 사회자가 모든 출장 가수와 면담을 하는 것이 관례였다. 가수는 사회자에게 자기 소개를 비롯한 홍백 무대에 서는 포부 등을 이야기하며 이때의 대화가 실제 생방송에서 활용되기도 하였으나, 2017년 68회 홍백에서는 사회자 면담이 폐지되어 화제가 되었다. 기자들도 리허설 장소에 방문하여 틈틈이 출연자들에 대한 취재를 진행하는데, 언론사의 취재는 1월 1일 새벽까지도 이어진다. 한편 무대와 대기실을 연결하는 통로 구석에 신단이 있는데, 리허설 시작 전에 스태프들까지 올 수 있는 사람은 전부 모인 와중에 신주를 불러내 성공을 기원하는 의식을 갖는다. 가수인 경우, 보통 무사히 노래를 부르는 것을 비는 것이 관례이다.

### 방송 당일
프로그램 오프닝과 엔딩이 되면 사회자와 모든 출장 가수는 무대에 전부 모인다. 이때 홍조와 백조 사회는 자신이 맡은 조에 걸맞게 각자 희거나 붉은 옷을 갖춰 입으며, 종합 사회자의 경우 남성은 정장, 여성은 드레스 차림을 한다. 사회를 맡은 사람들을 하나씩 소개하고 나서 그대로 첫 가수의 곡 소개가 이어지며, 별도의 끊는 시간 없이 바로 첫 번째 무대가 시작된다. 4팀 정도의 무대가 끝난 뒤, 종합 사회자가 게스트 심사 위원에 대해서도 소개가 이루어진다.
홍조와 백조 가수가 한 번씩 번갈아서 맞대결하는 형식으로 진행되며, 보통 한 명이 3분 내외로 노래를 부른다. 하지만 그 회차에서 가장 주목받는 가수의 경우에 좀더 긴 시간을 할당받을수도 있다. 반대로 주목받지 못하는 가수의 경우 2분 내외로 단축되는 경우도 있다. 홍조와 백조 사이의 노래 순서가 방송 도중에 교대되는 때가 있는데, 이를 '공수교대'라고 부른다. 일반적으로 이런 형식으로 진행되어 왔으나, 2000년대 이후 대결 중간에 특별 코너가 들어간다던가 하는 식으로 기존 형식에서 벗어나는 사례도 늘어나고 있다.
현장 관람객들에게는 랜턴, LED라이트 등 응원 소품들이 배포되고, 제작진의 지시에 따라 프로그램 연출에 참여하게 된다.
가수들의 노래 순서 중에서 가장 시청자의 눈길을 끄는 것은 단연 마지막이다. 한 조의 마지막 순번을 토리(トリ)라고 부르며, 자연히 한 회당 두 팀의 토리가 등장한다. 두 토리 중에서도 순번이 앞인 쪽과 뒤인 쪽이 갈리는데, 상대 조의 토리보다 뒤에 불러, 프로그램의 대미를 장식하는 가수를 오토리(大トリ)라 한다. 과거부터 토리는 거진 중견 가수 위주로 뽑혀 왔으며, 드물게 젊은 가수가 토리가 되면 '대 발탁'(大抜擢)이라는 표현을 사용하는 경우가 많다.
초기 프로그램이 엔카가 유행하던 시기에 방송되었기 때문에, 토리 역시 오랫동안 엔카 가수의 전유물이었다. 처음으로 홍조와 백조 모두 팝 가수가 토리에 선출된것은, 엔카가 유달리 기를 펴지 못했던 1978년 제29회 홍백으로서 야마구치 모모에와 사와다 켄지가 토리를 맡았다. 특히 야마구치는 19세에 토리를 맡게 되었는데, 미성년자가 토리를 선 유일한 기록으로 남아있다. 시간이 갈수록 엔카의 인기가 하락해갔으나, 그럼에도 토리는 엔카 가수들이 차지하는 경우가 많았다. 2000년대 후반이 되면 엔카 가수의 출장이 줄어들게 되며, 팝 가수들이 토리를 맡는 경우가 늘어갔다. 이 경우 DREAMS COME TRUE, 타카하시 마리코, 마츠다 세이코처럼 팝 가수 중에서도 베테랑이 맡는 경우가 많다.
승패의 판정은 게스트 심사 위원과 현장 관객, 그리고 휴대 전화 등을 이용한 시청자 투표를 통해 결정된다. 홍백이 시작된 후 오랜 기간 동안은 모든 가수들의 노래가 끝나면 심사 위원과 관객의 투표로 승리팀을 결정했지만, 2000년대 이후 생방송 현장 외의 일반 시청자들도 투표에 참여하는 것이 가능해졌다. 승패가 판정되면 화면에 '○조 우승!!'이라는 큰 자막이 나오며, 출연자들이 다 함께 〈반딧불의 빛〉을 부른다. 우승한 조의 사회자 우승기(旗)를 수여받는다. 〈반딧불의 빛〉을 끝으로 방송은 종료된다.
이후 자정부터 새벽 2시까지 NHK 방송 센터 1층에 위치한 식당에서 출장 가수와 사회자들이 모여 뒷풀이를 한다. 1월 2일 시청률이 발표되며 각 미디어로부터 다시 화제에 오르며, 이때 프로그램의 1분 단위 시청률도 발표되기 때문에 "전체 참가자 중에서 가장 높은 시청률을 기록한 사람은 누구인가?" 또한 관심의 대상이 된다.

## 출연자

### 사회자
당해년 홍백의 얼굴이라고도 불린다. 대략 10월 말부터 11월 사이에 모든 출연자들 중에서 가장 빨리 결정되며, 사회자 본인들이 참석한 가운데 NHK 방송 센터에서 기자회견을 갖는다.
홍조와 백조, 그리고 종합 사회까지 세가지 역할이 있으며, 이를 세 명이 나눠 맡는다. 각 조의 사회자들은 출연 가수들의 출장곡들을 소개하는 역할을 담당하며, 종합 사회는 프로그램의 진행과 나머지 두 사회자들을 지원하는 역할을 한다. 홍조의 사회자는 몇 번의 예외적인 경우를 제외하고는 여성이 맡았으며, 백조의 사회자는 항상 남성이 맡았다. 보통 각 조의 사회는 보통 연예인이, 종합 사회는 NHK 아나운서가 배치되는데, 조별 사회자마저 아나운서인 경우도 있지만 전혀 배치되지 않는 경우는 없으며, 아나운서는 반드시 1명 이상 들어간다. 그 이유는 생방송중에 재난, 중대한 사건이나 사고, 또는 방송 사고가 발생되는 경우나, 연예인 사회자가 방송 직전 모종의 이유 때문에 출연이 불가능하는 경우까지 상정하여 대응하기 위해서이다. 각 조마다 사회자는 한 명씩 배치되는 경우가 보통이지만, 복수의 인물이 한 조의 사회를 함께 맡는 경우가 드물게 있다.

### 음악가
홍백에 출연하는 것을 출장(出場)이라고 하는데, 각 음악가들의 출장 횟수는 공식적으로 전부 계산된다. 생방송이 있기 한 달가량 전인 11월 하순에 홍백에 처음 출장해보는 팀들이 참석한 기자회견이 열리거나, 그들의 메시지가 공개되곤 한다.
초기에는 현재처럼 출연 가수들의 규모가 크지 않았다. 제1회 홍백에서는 각 조에 7명의 가수들이 출연했고, 그 규모는 해마다 조금씩 늘어갔다. 1955년 TBS가 홍백의 대항마로 《올스타 가합전》(일본레코드대상의 전신)를 방송하기 시작했는데, 민영 방송에 출연자는 독점 계약이 되어있어 NHK 방송에 출연할 수가 없었다. 이듬해 TBS와 NHK의 출연 가수 쟁탈전이 벌어졌고, 홍백가합전은 전년도 32개팀 출장에서 50개팀 출장으로 출연 가수의 숫자를 대폭 늘어나 연말 대형 프로그램으로 변모한다. 이후 한 조에 20~30팀이 출전하는 것이 일반적인 것이 되었다.
홍조와 백조로 나뉘는 것은 원칙적으로 각 음악가들의 성별이 주요한 기준이 된다. 초창기 홍백에서는 성별에 대한 기준이 매우 엄격해 홍조에는 여성만, 백조에는 남성만 들어가는 것이 허용되어 두 팀이 완벽하게 분리되어 있었다. 심지어 그룹의 경우 아예 출연 자체가 불가능하였다. 1957년 무렵 러시아 민요를 번안한 다크 덕스의 노래 〈등불〉이 대히트하게 되었고, 이듬해 제9회 홍백에 다크 덕스가 출장하면서 본격적으로 그룹에 대한 제한이 풀린다. 이후로 더 피너츠, 와다 히로시와 마히나 스타즈같은 그룹이 등장하게 된다.
하지만 혼성 그룹의 경우에는 여전히 출장이 불가능했다. 홍백에 출장했던 최초의 혼성 그룹은 1958년의 다크 덕스보다 훨씬 나중인 1968년 제19회 홍백에서야 등장하는데, 바로 〈사랑의 계절〉이라는 노래로 이름을 떨친 핑키와 킬러스이다. 이 노래는 9월 23일부터 홍백가합전이 시작되는 그 직전까지 단 한 번을 제외하고는 항상 1위를 차지했던 인기곡이었다. NHK도 이 그룹을 무시할 수는 없었는데, 당시의 주된 화젯거리는 핑키와 킬러스가 어느 조에 배정받는지였다. 이들이 메인 보컬인 콘 요코를 제외하고 나머지 넷이 모두 남성인 그룹이었기 때문이다. 결국 메인 보컬이 여성이라는 것이 주된 요인이 되어 홍조에서 출장하게 되었으며, 이후로도 원칙적으로 메인 보컬의 성별이 조를 나누는 기준이 되고 있다.
그 밖에 예외적인 경우는 다음과 같다.
- 남녀 듀엣인 경우에 기본적으로 홍조에 속한다. 다만 히데와 로잔나, 히라오 마사아키 ·  하타나카 요코 두 팀은 백조에서 출장하였다.
- 비록 그룹의 메인 보컬이 여성이라 할지라도 백조에 속하는 경우가 있다. 하시다 노리히코와 클라이맥스, 푸른 삼각자같은 경우 다른 출연 가수들과의 균형을 맞추기 위해 백조로 출장한 적이 있다. 또한 Pabo는 전원이 여성으로 구성되어 있지만 남성 유닛 수치심과 연계하여 백조에서 출장하였다.
- AAA는 메인 보컬마저 혼성인 경우인데, 이들은 홍조와 백조 모두에서 출장한 경험이 있다. 이것이 동일한 이름으로 두 조에서 출장했던 유일한 사례이다.
- 나카무라 아타루는 트랜스젠더이다. 제58회 홍백에 출연했을 당시 호적상 남성이었으나 홍조에서 출장하였다.
- 개러지 세일의 멤버 고리가 다른 방송에서 선보였던 마츠우라 고리에(松浦ゴリエ)라는 이름의 캐릭터로 여장하여 홍조로 출장한 적이 있다.

과거에는 개인이 여러 가지 이름으로 동시에 활동하는 경우에 중복 출전하는 것이 거의 불가능하였다. 사와다 켄지는 더 타이거스의 일원임과 동시에 솔로 가수로서도 활동했는데, 1989년 제40회 홍백에 출연하면서 솔로 가수와 밴드 멤버로 각각 한 번씩 무대에 섰다. 이것이 오랫동안 유일했던, 한 인물이 두 가지 소속으로 출연한 사례였다. 2000년대 후반부터 모닝구무스메, AKB48, EXILE 등 한 그룹에 속한 멤버가 동일한 계열의 다른 그룹까지 겸임하는 사례가 늘어남에 따라 점차 겸임하여 출전하는 것이 허용되고 있다.
"가합전"이라는 말이 노래를 불러 경쟁한다는 의미이지만 G-클렙, 여자12악방처럼 오직 연주만 하는 그룹도 출전이 가능하다.

#### 선출 과정과 기준
기본적으로 그해에 히트곡을 낸 가수를 대상으로 심사가 진행된다. 먼저 심사 대상자 본인과 소속 음반사, 소속사에 선출 대상이 된 것을 통보하며 출장 의사가 있는지를 먼저 확인한다. 이후 11월 무렵에 진행되는 내부 회의를 통해 최종적으로 음악가들을 선정하게 된다. 발표와 동시에 기자 회견이 열리는데, 이 회견에는 NHK와 경쟁 관계에 있는 민영 방송 각국도 포함한 다양한 언론에서 취재진이 모이며 NHK 뉴스를 비롯한 각 언론에 보도된다. 보통 이 기자 회견에 첫 출전자들은 거의 참석하며, 2010년 이후 출전자 발표 회견은 인터넷에서 스트리밍으로도 생중계되고 있다.
일단 제작진 측은 기본적으로 선정 기준에 대해 자세히 언급하지 않으며, 비선출자에 대해 낙선 이유를 기자 회견의 질의 응답에서 최소한도로 밝히는 정도로 하고 있다. 제65회 홍백 발표 기자 회견에서 "올해의 활약, 여론의 지지, 프로그램의 연출과 기획에 따라서"라고 어느정도 구체적인 세 가지 기준을 밝혔다. 또한 당시 선정에 추가적으로 참고 자료로 사용한 데이터들은 다음과 같다.
1. 7세 이상의 전국 5000명을 대상으로 NHK가 실시한 '랜덤 디지트 다이얼링'(무작위 전화) 방식의 조사 결과
2. 《NHK 노래자랑》(NHKのど自慢) 예선 참가자들의 곡
3. CD와 카세트 테이프, DVD의 매출
4. 방송에 등장하거나 노래방에서 불렸던 횟수
5. 인터넷이나 휴대 전화로 다운로드 된 횟수

또한 NHK에 대한 공헌도 역시 심사 대상이 되는데, 이는 결코 적지 않은 비중을 갖고 있다. 가령 《연속 TV 소설》의 주제가로 사용된 곡이라던가, 《NHK 대하드라마》에의 출연 여부가 고려되기도 하며, 올림픽이나 FIFA 월드컵을 다룬 NHK 프로그램의 테마 송을 부른 가수가 출연하는 경우가 흔했다. 다만 전반적인 선출 과정은 매우 모호하고 불투명하다고 할 수 있다. 여성 가수로서 두 번째로 많이 출장한 와다 아키코(39회)의 경우 10년 넘게 히트곡이 전무하고, 음반 판매량도 1천 장에 그치며, NHK에서 아무런 프로그램도 하지 않아 공헌도 역시 없음에도 불구하고 꾸준히 선출되어 왔기에 그녀의 출장 자체에 대해 의문을 갖는 음악 관계자도 있다. 그렇다

#### 소속사별 출연자 제한
소속 사무소마다 출장 가수에 대한 수적인 제한이 설정되어 있다는 지적이 있다. 쟈니즈 사무소의 사장 자니 키타가와가 두 팀만 출전할 수 있다는 사실을 폭로하여 제한의 존재가 알려졌는데, 이는 제작진들이 공식적으로 인정하고 있지는 않다. 1980년대 전반까지는 제한의 개념이 없었기 때문에, 가령 1974년 제25회 홍백의 경우 도합 50팀의 음악가 중에서 10팀이 와타나베 프로덕션 소속 가수인 경우도 있었으나, 그 이후로 사실상 제한이 생겨 히트곡을 아무리 발표해도 소속사별 제한 때문에 출전할 수 없는 경우가 생기게 된 것이다. 1980년대 들어 연예계에서 큰 영향력을 행사해온 자니즈 사무소 소속 가수들의 경우 1997년 이후로 SMAP과 TOKIO 두 팀에 한정되어 있었으며, 2009년에 이르러서야 아라시와 NYC boys도 출연 기회를 잡을 수 있게 된다.

#### 불상사의 유무
NHK는 일본의 공영 방송이며, 이 방송사의 프로그램은 국민이 내는 수신료로 제작되고 출연자에게 지급되는 출연료 또한 수신료에서 조달된다. 따라서 출연자들의 이미지는 선출에 중요한 기준이 되며, 생방송 당일까지 깨끗한 이미지를 유지하는 것이 기본적으로 요구된다. 실제로도 불상사가 발생하여 선출되지 못하거나, 선출되더라도 취소되는 사례가 발생되어 왔다.
과거부터 일본 연예계 유명 인사 중에는 야쿠자, 폭력배 같은 반사회적 세력과 결탁하는 이른바 "검은 교제"(黒い交際)가 많이 있었고, 이것이 표면화되는 경우에는 그 인사가 아무리 거물 가수나 베테랑이라고 하더라도 예외없이 출연이 불가능하게 된다. 일본의 대가수이자 홍백에서 오랫동안 홍팀의 토리를 독점하고 있던 미소라 히바리는 1973년 폭력단 조직원이었던 친동생 카토 테츠야(かとう哲也)가 체포되는 것을 계기로 미소라의 후견인이 3대 야마구치구미의 회장 다오카 카즈오라는 것이 드러나며 이미지가 곤두박질쳐 낙선한 사례가 있다. 1986년 제37회 홍백에서는 키타지마 사부로와 야마모토 조지가 선출되었으나 이나가와카이의 연회에 참석했던 것이 보도되며 생방송을 코앞에 둔 12월 29일 출장 사퇴를 강요받는다. 이 둘의 대체자로서 카도카와 히로시와 토바 이치로가 낙점되어 선출되었으나, 토바가 "나도 이들과 업무상으로 교제하고 있다. 가수라면 이런 만남은 피할 수가 없다."며 NHK를 비판하고 사퇴하는 일이 발생한다. 사퇴한 토바의 대역으로는 시부가키대가 출연하였다.
2011년부터 폭력단배제조례(暴力団排除条例)가 각 도도부현 별로 시행되었으며, 그해 인기 사회자였던 시마다 신스케가 폭력단과 관계를 맺고 있음이 폭로되어 연예계에서 은퇴한 것이 큰 화제를 낳았다. 이에 NHK도 폭련단 배제에 관련된 지침을 공표하였다.

#### 출장 사퇴
출장 가수가 발표되면, 출연하는 가수 뿐만 아니라 출연을 거부한 가수에 대한 관심도 쏠린다. 1980년대부터 특히 뮤지션들을 중심으로 "출장하는 것보다 사퇴가 낫다.", "나오면 패배하는 것"과 같은 풍조가 생겨 출연을 거부하는 사례가 늘어나기도 했다. 우선 THE ALFEE, 사잔 올 스타즈같은 경우 인지도가 있을 때 몇 번 출연하고 출연을 거부해왔으며, 앨리스는 과거 NHK에서 봤던 오디션에서 떨어졌다는 이유로 그룹이 전성기였을 때 출연을 거절했다. 오다 카즈마사 같은 경우는 "이 프로그램에 큰 편견을 가지고 있다."며 방송 자체를 부정하며 출연하지 않는다. 일반적으로 "흥미가 없다." 정도를 빈번한 사퇴 이유로 들지만, "연말연시에는 일하지 않는다."(B'z), "라이브하기 꺼려진다."(타케우치 마리야), "내가 오토리를 장식한다면 나간다."(마츠야마 치하루), "연말엔 오세치 음식을 만든다."(마츠토야 유미), "텐션이 오르지 않는다."(미야코 하루미), "연말에는 가족과 지내고 싶다."(사잔 올 스타즈), "배우이기 때문에 음악 프로그램은 사양한다."(시바사키 코우), "부끄럽다."(이노우에 요스이)와 같은 이유로 거절하는 경우도 있다.
또한 꾸준히 출장했던 가수들 중에서 '홍백 졸업'을 표방하여 이듬해부터 출연을 하지 않는 경우도 있는데, 대표적인 가수들로는 키타지마 사부로나 모리 신이치 등이 있다.

### 심사 위원
일반적으로 그해에 뛰어난 활약을 보인 연예인, 스포츠 관계자, 음악 관계자, 문화인 등 각계의 저명인사 중에서 10명가량이 게스트로 기용된다. 심사에 참여하는 것뿐만 아니라 사회자와 대화를 나누기도 하고, 방송 진행까지 관여하기도 한다.
심사 위원의 발표는 모든 출연자 중에서 가장 늦은 12월 하순에 있으며, 선정될 가능성이 가장 높은 사람은 이듬해 《NHK 대하드라마》 주연급 인물 중에서 사회나 가수로 홍백에 출연하지 않은 사람이다. 이들은 심사 위원으로 거의 매년 기용됐다. 드물게 그해나 다음 해의 《연속 TV 소설》 출연자가 기용되는 경우도 있다. 스포츠 관계자에 있어서는 주로 야구의 일본 시리즈 우승팀의 감독과 주전 선수 정도가 선정되며, 스모의 간판선수 중에서도 가령 그해에 새로이 요코즈나 또는 오제키(大関, 요코즈나 바로 밑 단계)가 된 사람이 많이 기용된다. 올림픽 메달리스트는 일본체육협회가 "경기와 전혀 관계없는 곳에 선수가 출연하는 것은 좋지 못하다."는 의견을 비쳐 초기에는 선출되지 않았으나, 1985년 LA 올림픽 배구 동메달리스트인 에가미 유미(江上由美)가 처음으로 출전한 이후로 메달리스트의 심사 위원 기용이 관례가 되었다.

### 기타
이외에도 다양한 유명 인사가 게스트로 출연하기도 한다. 출장하는 음악가들을 응원하기 위해서라던가, 선출된 가수의 무대에 함께 올라 곡을 연주한다던가, 회장 밖에서 중계를 위해서라던가, 그 이유는 다양하다. 또한, 오미소카에 행해지는 일종의 축제이기 때문에 경쟁 관계인 민영 방송사의 현직 방송인들이 NHK에 출연하는, 평상시에는 있을 수 없는 협업도 가능하다. 예를 들어 2008년 제59회 홍백에서는 당시 후지 TV의 아나운서 나카무라 히토미(中村仁美)가 수치심 with Pabo의 공연을 응원하기 위해서, 또 2009년 제60회 홍백에서는 당시 닛폰 TV의 아나운서 하토리 신이치(羽鳥慎一)가 FUNKY MONKEY BABYS의 응원을 위해서 프로그램에 출연한 적이 있다.

## 역사

### 1945년 ~ 1960년대

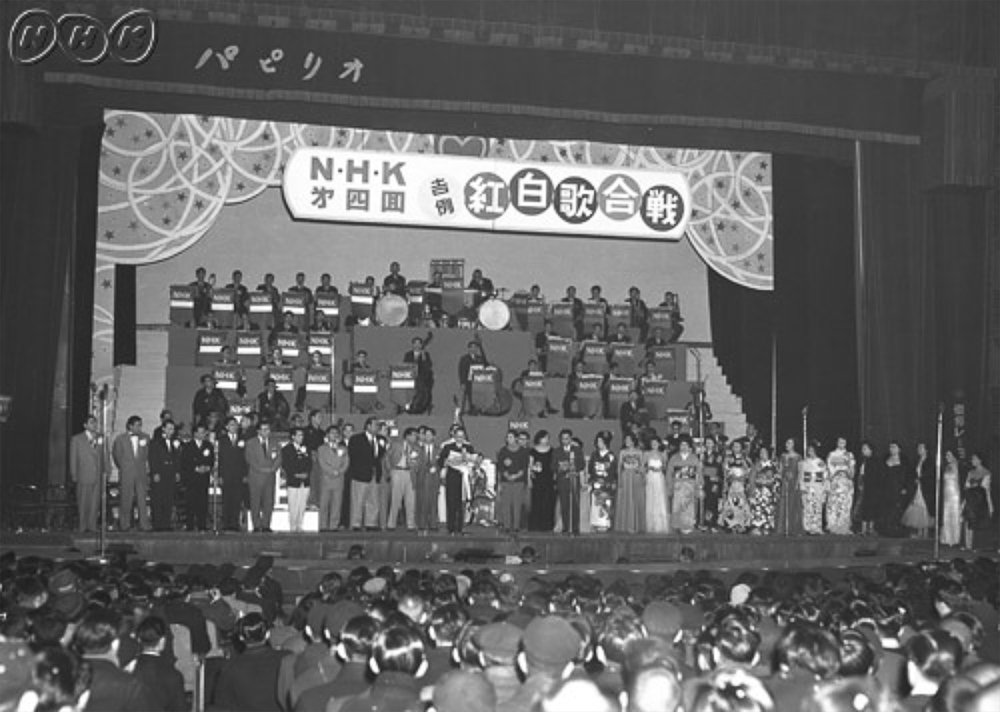
제4회 NHK 홍백가합전(1953년)

제2차 세계 대전이 종전 직후인 1945년 말미에 프로듀서 콘도 츠모루(近藤積)는 '새 시대에 어울리는 음악 프로그램을 만들자.'는 생각을 한다. 그는 중학 시절 했던 검도의 홍백전(紅白戦. 붉은색, 흰색의 두 조로 각각 나뉘어 시행하는 대항전)을 떠올렸으며, 이를 구상하던 프로그램에 접목한다. 처음에는 《홍백음악합전》이라는 제목으로 기획되었는데, 연합군 최고사령부(GHQ)로부터 "2차 대전 패전국에서 전투(합전. Battle)가 무슨 소리냐?"며 거부당하게 되자 시합(Match)으로 제목을 바꾸어 1945년 12월 31일 라디오로 방송했던 것이 홍백가합전의 전신이 되는 《홍백음악시합》이다. 이날 방송은 지금처럼 심사위원이 있지 않았으며, 누가 이기고 졌는지 그 승패도 판정하지 않았다. 굉장한 호평을 받았으나 그 당시 방송계에서는 오미소카에 매년 똑같은 내용의 프로그램을 지속한다는 발상 자체가 없었던 시절이었고, 당연히 이 프로그램도 단발성 프로그램으로 끝났다. 하지만 스태프들은 그 날의 반향을 잊지 못하여, 1951년에 콘도를 중심으로 《홍백가합전》이란 프로그램을 제작하게 된다.
1945년부터 콘도 츠모루가 구상했던 홍백은 'Speed, Sexuality, Sports'라는 엔터테인먼트의 3박자가 담겨있는 프로그램이었으며, 특히 스포츠라는 컨셉 때문에 기존 운동 시합에서 볼 법한 요소들이 많이 채용되었다. 제3회부터는 실황 중계라는 것이 등장하여 당시 일선에 있던 스포츠 아나운서가 홍백을 중계했으며, 제4회부터는 선수 선서를 비롯한 우승기 반환 및 수여식도 시작되었다. 한편 홍백음악시합은 송년 프로그램이었지만, 제3회까지의 홍백가합전은 정월 연휴에 방송되던 신년 프로그램이었다. 제4회부터 현재처럼 오미소카에 방송되는 것으로 결정되었기 때문에, 1953년은 연초에 제3회, 연말에 제4회 홍백이 열리게 되면서 1년에 두 번 홍백이 방송된 유일한 해가 되었다.
NHK는 《홍백가합전》 여명기의 데이터를 남기는 데에 결과적으로 실패하였다. 1945년의 홍백음악시합은 자세한 자료가 현존하지 않기 때문에 가수들이 노래를 부른 순서 같은 정보가 불분명하다. 기념비적인 제1회 홍백은 사진조차 남아 있지 않다. 가장 오래된 사진은 제2회 방송 당시의 것이다. 제4회부터 TV를 통해 방송되기 시작했으나 초기 홍백의 영상은 현존하지 않으며, 프로그램의 전 분량이 담겨있는 영상은 1963년에 방송되었던 제14회부터 발견된다. VTR을 이용하여 제도적으로 홍백을 녹화해 보존하기 시작했던것은 1972년부터이며, 제23회부터는 모든 영상이 남겨져 있다. 영상이 이러하듯 라디오 음성마저 현존하지 않는 것으로 알려져 왔으나, 1999년 말 나고야에 거주하는 일반인 남성이 제5회부터 제13회까지의 자신이 녹음했던 라디오 중계 테이프를 NHK에 전달하여 초기의 홍백 음성을 일부나마 들을 수 있게 되었다.
1950년대 홍백에서는 출장 가수들이 타국의 곡을 많이 선곡했다. 1960년대 후반 일본 음악계는 그룹사운드(일본어식 영어: Group Sounds)와 그들의 노래가 전국적으로 돌풍을 일으켰다. 그룹사운드는 비틀즈 같은 서구권 밴드에서 영향을 받은 일본식 록 밴드인데, 다수의 그룹 사운드는 장발을 했다. 60년대 일본은 사회적으로 남성의 장발에 대하여 부정적인 시선이 있었으며, 당시 NHK 회장 마에다 요시노리(前田義徳) 또한 별반 다르지 않았다. 나아가 마에다는 "긴 머리를 한 그룹 사운드는 방송에 출연할 수 없다."고 공언했으며, 실제로 홍백에 출연할 수 있었던 그룹 사운드 팀은 단발을 고수하던 재키 요시카와와 블루 코메츠가 유일하였다. 이 발언은 젊은 세대의 반발을 불러일으켰고, 마에다는 1969년 제61회 국회체신위원회(国会逓信委員会)에 참고인으로 불려 규탄받기도 했다.
오키나와의 경우에는 오키나와 전투 이후 미국의 시정권(施政權) 아래 있었으므로 제15회(1964년)까지 TV로 시청할 수 없었으며, 제16회부터 본토로부터 중계용 마이크로 케이블이 연결되어 TV는 오키나와 텔레비전, 라디오는 라디오 오키나와가 스폰서를 하는 형태로 방송을 시작하였다. 1972년 오키나와가 일본에 반환된 이후부터는 NHK 오키나와 방송국을 통해 방송하고 있다.

### 1970년대 ~ 1990년대
70년대 초반부터는 동시기 한꺼번에 데뷔한 세 아이돌 가수들인 "신 산닌무스메"(新三人娘: 미나미 사오리, 아마치 마리, 코야나기 루미코), 오디션을 통해 데뷔한 동갑내기 "꽃중3 트리오"(花の中三トリオ: 모리 마사코, 사쿠라다 준코, 야마구치 모모에), 그리고 당대 최고 남성 아이돌 가수들인 "신 고산케"(新御三家. 고 히로미, 사이조 히데키, 노구치 고로)의 등장으로 일본 음악계에 아이돌 전성시대가 도래하기 시작했으며, 동시에 포크나 록 음악 또한 인기를 끌던 시기였다. 따라서 홍백가합전 참가자들의 면면과 노래 장르들도 과거와는 다소 차이를 보이게 된다.
제33회(1982년)부터 거의 모든 참가곡들의 가사가 TV 화면을 통해 보여지기 시작했다.
1980년대 중반을 시작으로 2010년대까지도 홍백에서 가장 화제가 되는 것은 엔카 가수 코바야시 사치코의 의상이다. 제36회(1985년) 주니히토에를 입고 무대에 오른 그녀는 제37회 클레오파트라 의상으로 무대에 나섰다. 이후로도 파격적인 의상 착용을 거듭하였고, 제43회(1992)년에는 약 6만개의 전구가 부착된 의상을 입는다던가, 이듬해에는 높이가 8미터에 폭이 14미터가 되는 움직이는 초대형 의상을 입고 무대에 섰다. 90년대부터는 동료 가수 미카와 켄이치와 함께 의상 대결을 하기도 했다. 코바야시는 홍백 의상에 많게는 수억 엔 대 이상을 사비로 지출하며, 만드는 기간 또한 길기 때문에 홍백가합전 출연 가수가 정해지기도 전부터 제작이 들어간다. 이런 행동에 와다 아키코는 공개적으로 코바야시가 출연자 선정 전부터 의상을 제작하는 행동을 비난하기도 했으며, 코바야시는 "홍백가합전을 보는 사람들에게 즐거움을 주기 위함이며, 만약에 내가 출연하지 못한다고 하더라도 어차피 콘서트에서 입는다."며 반박하였다.
TV 방송에서의 실황 중계는 제38회(1987년)부터 중단되었으며, 제39회부터는 라디오에서만 중계하였다.
1989년의 제40회 홍백가합전은 프로그램을 1부, 2부로 나누고 방송 시간을 기존보다 약 1시간 반 이상 늘려 4시간 20여분을 방송하였다. 1984년 이후로 매년 시청률이 눈에 띄게 줄어들었기 때문에 세운 대책이었는데, 이것이 도입된 이후로 1990년대는 50%를 전후하는 시청률을 유지하며 감소폭이 줄어들었고, 현재까지도 홍백은 이 방식을 채택하고 있다. 제40회는 1부에 "쇼와의 홍백", 2부에 "헤이세이의 홍백"이라는 제목을 걸었는데, 1부는 심사위원의 평가 대상이 아니었으며, 2부에서는 고화질 방송 규격인 아날로그 하이비전이 시험적으로 사용되기도 하였다.
1990년대 J-pop에는 코무로 테츠야 붐이 일어났고, 그가 작사와 작곡을 했던 노래가 음반 시장을 휩쓸었다. 이 시기의 홍백가합전 역시 코무로의 영향을 받은 가수들과 곡들이 많이 출전하였다.
1990년의 제41회 홍백가합전에서는 처음으로 NHK홀을 벗어나 해외 생중계로 방송을 연출하였다. 다만 베를린에 있는 나가부치 츠요시가 노래를 세 곡 부르게 되는데, 나가부치 혼자 도합 15분 이상 노래를 부르며 홍백 역대 최장 시간을 경신한다. 함께 출연했던 다른 가수들의 엄청난 반발이 있었으며, 평소 온건파로 알려진 이츠키 히로시조차 "나는 홍백에 20년 연속으로 출연했지만, 내게 주어지는 시간은 3분이다."라며 맹비난하였다. 야외에서 노래하는 것을 중계하는 것은 2002년의 제53회 홍백까지 중단된다. 한편 제41회도 전년도처럼 4시간 이상의 생방송 시간을 가지게 되는데, 12월 31일 같은 시간에는 TBS가 후원하는 《일본레코드대상》이 방송하고 있어 갑자기 홍백가합전이 레코드대상의 경쟁 프로그램이 되어버렸다. 레코드대상 또한 과거엔 2-30%의 시청률을 자랑하던 인기 프로그램 중 하나였으나, 홍백이 시간을 늘린 이후 시청률이 10%대로 곤두박질쳤고 결국 2006년에는 홍백을 피해 방송 일자를 12월 30일로 옮겼다.
1991년 제42회 홍백부터는 제4회에 시작되었던 입장 행진과 우승기 반환, 선수 선서 등이 없어졌다. 선수 선서는 2007년 제58회 홍백에서 단 한 번 부활했다가 다시 사라졌다.

### 2000년대 ~ 현재
그전까지 다른 방송사들은 12월 31일엔 통상적인 프로그램을 방영하여 홍백과의 직접적인 승부를 피해왔으나, 2000년대 이후로 정면으로 맞서기 시작했다. 특히 2003년 TBS에서 격투기 스타들을 모아놓고 기획했던 《K-1 PREMIUM 2003 Dynamite!》에서 밥 샙과 아케보노 다로가 맞붙는 장면에서 4분가량 홍백의 시청률을 눌러버리는 현상이 발생하였다. 다른 방송사들의 반격이 거세지자 제작진들은 홍백에 변화를 주기 위해 매년 다양한 시도를 하기에 이른다.
홍백은 회차가 거듭될수록 수년, 수십년간 단골로 출연하는 가수들이 늘어났으며, 이들은 이미 전성기가 지나버렸거나, 음반 판매량이 월등하다거나 더 이상 지명도가 있다고 할 수 없는 사람들이 다수였다. 제작진은 이 문제를 타개하기 위해 2002년 제53회 홍백부터 칼을 빼들었는데, "일본 음악계의 총결산"을 목표로 삼고, 거의 엔카와 팝 일변도였던 기존 출연자에서 보다 다양한 장르의 가수를 출연시키고자 하였다. 엔카 가수가 기존의 절반 이하가 되었으며, 오페라 가수들이 기용되는 등 기존과 차별화를 두려 했다. 처음으로 출연의 기회를 잡게 된 아티스트들은 모두 14팀인 반면, 16년 연속으로 출연했던 요시 이쿠조를 비롯하여 야시로 아키(통산 23회), 고 히로미(통산 22회), 사이조 히데키(통산 18회) 카야마 유조(통산 16회) 마츠다 세이코(통산 15회) 등 기존의 단골 멤버들은 줄줄이 선출되지 못했다.
2003년 SMAP의 〈세상에 하나뿐인 꽃〉이 200만 장 이상의 판매량을 기록하는데, 제54회 홍백에서는 그때까지 대부분 엔카 가수가 맡아왔던 오토리(大トリ. 가장 마지막에 노래를 부르는 사람) 자리를 SMAP이 차지하였고, 엔카 가수가 프로그램 종반을 차지해오던 구도가 서서히 무너지게 된다. 2010년대에 들어서면 팝 계열의 가수가 종반부를 맡기 시작하며, 엔카 업계는 점차 축소됨에 따라 자연스럽게 엔카 가수가 과거보다 출연이 힘들어지게 되었다.
2004년 무렵 홍백을 담당했던 NHK 프로듀서가 5000만 엔에 가까운 제작비를 부정 지출해왔던 것이 드러나, NHK가 비판의 대상이 되었다. 제55회 홍백가합전에서는 가수 선발 과정부터 투명성을 높이기 위하여 일반인 3600명에게 "홍백에 출전해 주었으면 하는 가수"라는 설문 조사를 실시하였다. 하지만 가수들의 반발이 있어, 이듬해 《좋은 노래 ~홍백 모두의 앙케이트~》라는 이름의 대규모 설문을 시행하였는데, 다중투표나 조직표(組織票)와 같은 문제에 대한 대책도 없던데다가, 370만 이상의 표가 투입된 대대적인 설문인 것에 비하여 가수 선정 기준으로 그다지 중시되지 않았다는 비판이 있는 등 여러 문제점을 보였다. 결국 1회만에 폐지되었다.
한편 나가부치 건 이후 사라졌던 NHK홀 외부 중계가 부활했다. 2002년의 제53회 홍백가합전에서 거의 방송활동을 하지 않는 가수인 나카지마 미유키가 구로베 댐에서 〈지상의 별〉을 부른 것과 더불어, 히라이 켄이 〈크고 낡은 시계〉를 매사추세츠에서 부른 것이 화제가 되었다. 이후 야외 무대나 가수의 콘서트장에서 노래를 중계하는 일도 흔히 볼 수 있게 되었다.

## 회차별 정보
2022년까지 총 73번 대결이 펼쳐졌으며, 홍조가 33번, 백조가 40번 승리를 거뒀다. 2005년 제56회 홍백부터 2010년 제61회 홍백까지 백조가 6연승을 기록하였는데, 이것이 최다 연승 기록이다. 홍조는 3연승이 최다 기록이다.

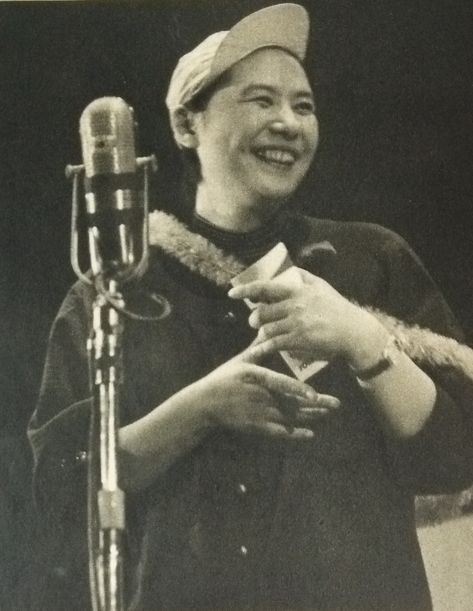
미즈노에 타키코
1953년과 1957년 홍조에서 사회를 봤으며, 홍백의 전신이 되는 1945년의 《홍백음악시합》에서도 홍조 사회자였다.

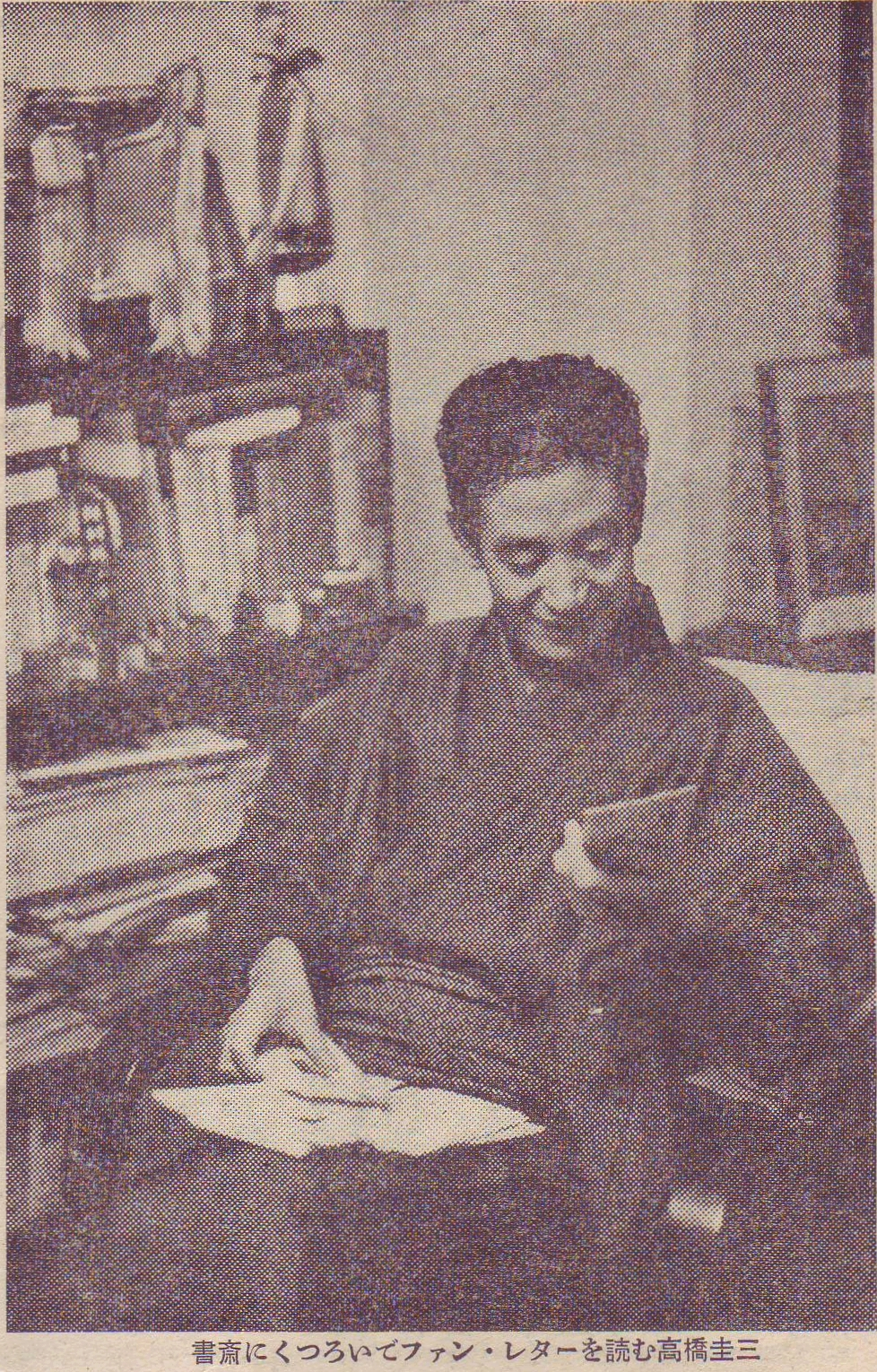
타카하시 케이조
홍백이 TV로 처음 방송되던 1953년 백조의 사회자였고, 1961년까지 9년 연속으로 백조 사회를 맡았다.

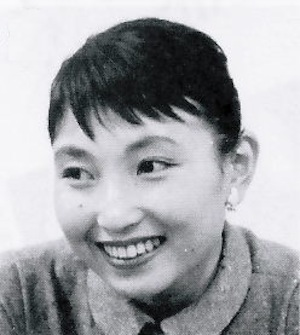
쿠로야나기 테츠코
1958년 처음 홍조에서 사회를 맡았고, 약 60년이 흐른 2015년에는 종합 사회자로 출연했다.

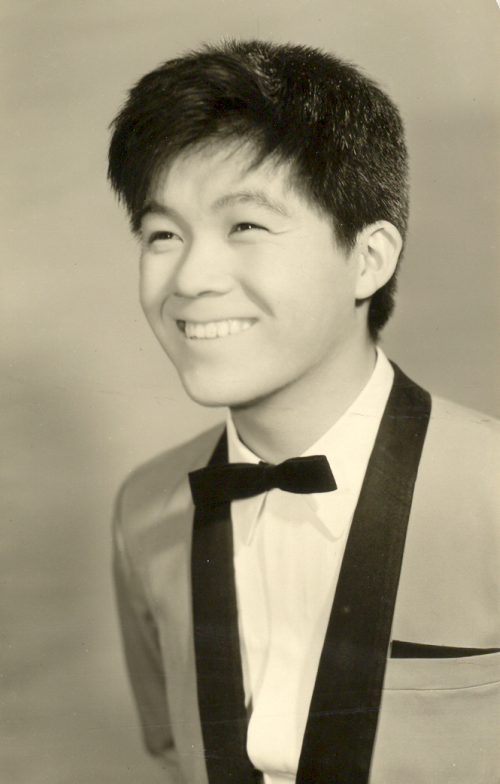
사카모토 큐
1968년에는 "가요계에 정통한 사람", "시청자의 지지를 받는 사람"이라는 기준을 두고 홍조와 백조 사회를 뽑았다. 이 기준으로 선출된 사람이 사카모토 큐였는데, 처음으로 NHK 아나운서 외의 인물이 백조 사회를 맡게 되었다. 함께 선정된 홍조 사회는 스이젠지 키요코였다.

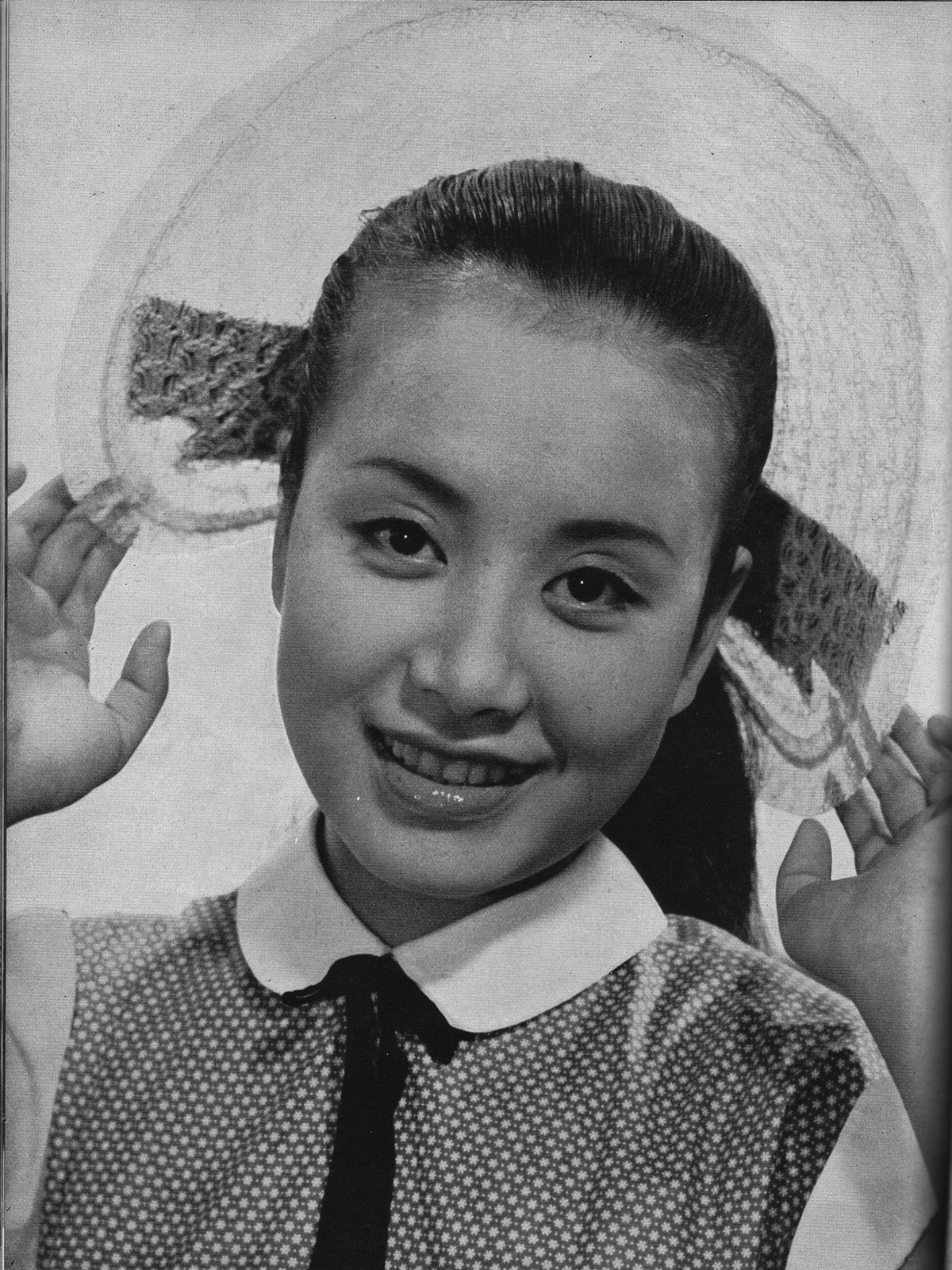
미소라 히바리
미소라는 1970년 홍백에 출연하며 홍조 사회자까지 겸했는데, 이날 무대 순서는 오토리(大トリ)였다. 사회를 보다가 오토리로서 무대에 오른 가수는 현재까지도 미소라가 유일하다.

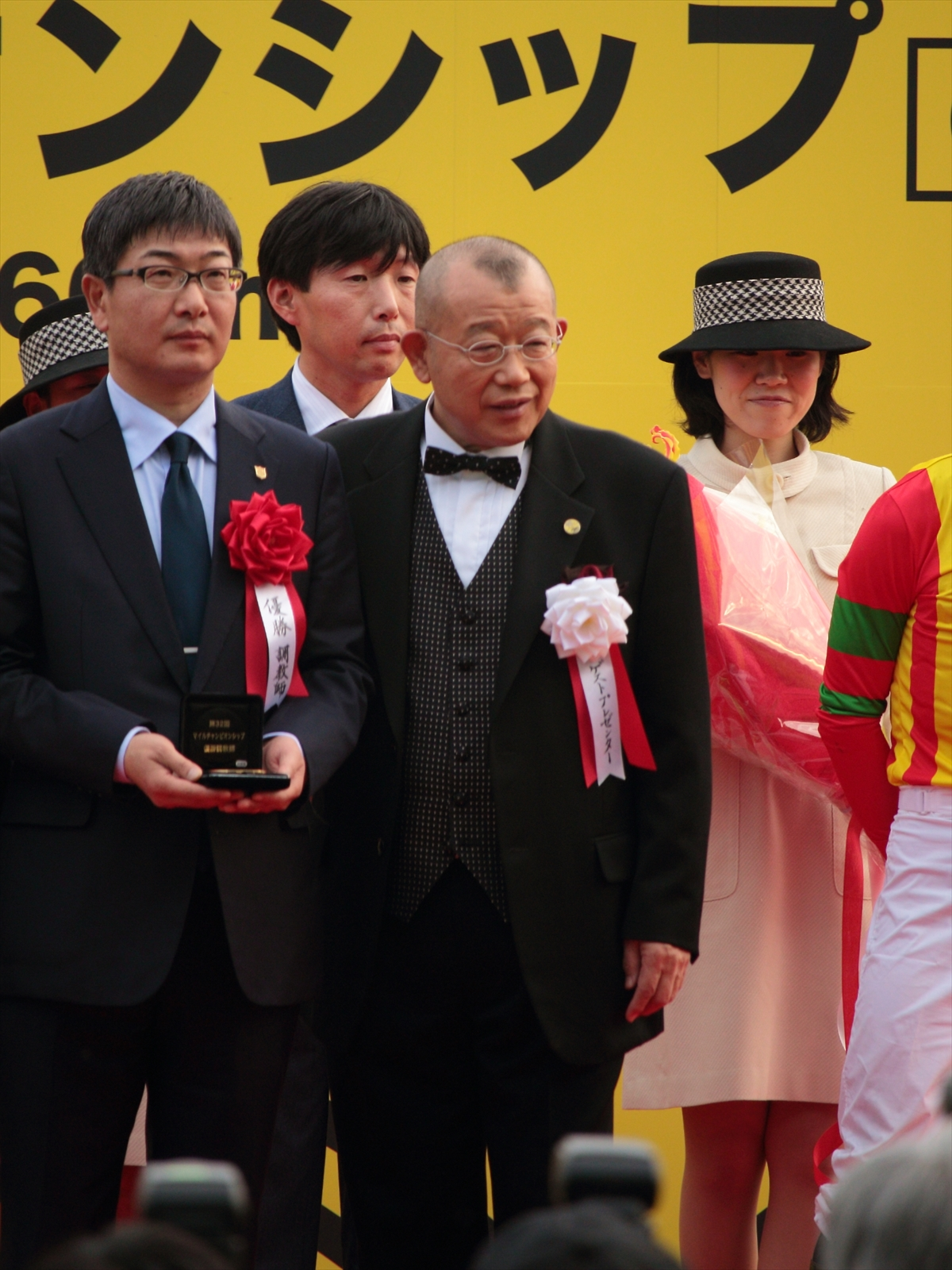
쇼후쿠테이 츠루베
2007년 백조의 사회를 맡았는데, 이것이 아이돌 가수가 아닌 인물이 마지막으로 백조의 사회를 맡은 것이었다. 이듬해인 2008년부터는 남성 아이돌 그룹이 백조 사회를 독식하고 있다.

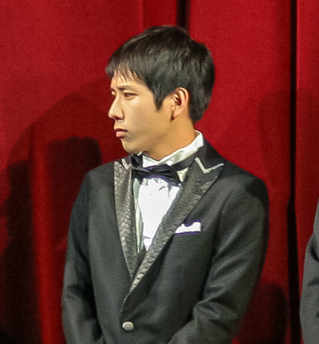
아라시의 멤버 니노미야 카즈나리
홍백 역사상 처음으로 그룹 단위로 사회를 맡은 아라시는 2010년부터 2014년까지 5년간 백조의 사회자로 활약했으며, 2017년 멤버인 니노미야는 단독으로 백조 사회를 맡았다.

| 회차 | 방송 일자        | 홍조 사회자                                       | 백조 사회자                            | 종합 사회자                                                | 승리팀       | 시청률                  |
| ---- | ---------------- | ------------------------------------------------- | -------------------------------------- | ---------------------------------------------------------- | ------------ | ----------------------- |
| 1    | 1951년 1월 3일   | 카토 미치코 (加藤道子)                            | 후지쿠라 슈이치 (藤倉修一)             | 타나베 마사하루 (田辺正晴)                                 | 백조 (0-1)   | 기록 없음               |
| 2    | 1952년 1월 3일   | 탄게 키요코 (丹下キヨ子)                          | 후지쿠라 슈이치 (藤倉修一)             | 타나베 마사하루 (田辺正晴)                                 | 백조 (0-2)   | 기록 없음               |
| 3    | 1953년 1월 2일   | 혼다 스가 (本田寿賀)                              | 미야타 테루 (宮田輝)                   | 시무라 세이준 (志村正順)                                   | 백조 (0-3)   | 기록 없음               |
| 4    | 1953년 12월 31일 | 미즈노에 타키코 (水の江瀧子)                      | 타카하시 케이조 (高橋圭三)             | 키타데 세이고로 (北出清五郎)                               | 홍조 (1-3)   | 기록 없음               |
| 5    | 1954년 12월 31일 | 후쿠시 나츠에 (福士夏江)                          | 타카하시 케이조 (高橋圭三)             | 이시이 쇼자부로 (石井鐘三郎)                               | 홍조 (2-3)   | 기록 없음               |
| 6    | 1955년 12월 31일 | 미야타 테루                                       | 타카하시 케이조 (高橋圭三)             | 이시이 쇼자부로 (石井鐘三郎)                               | 홍조 (3-3)   | 기록 없음               |
| 7    | 1956년 12월 31일 | 미야타 테루                                       | 타카하시 케이조 (高橋圭三)             | 이시이 쇼자부로 (石井鐘三郎)                               | 백조 (3-4)   | 기록 없음               |
| 8    | 1957년 12월 31일 | 미즈노에 타키코                                   | 타카하시 케이조 (高橋圭三)             | 이시이 쇼자부로 (石井鐘三郎)                               | 홍조 (4-4)   | 기록 없음               |
| 9    | 1958년 12월 31일 | 쿠로야나기 테츠코 (黒柳徹子)                      | 타카하시 케이조 (高橋圭三)             | 이시이 쇼자부로 (石井鐘三郎)                               | 홍조 (5-4)   | 기록 없음               |
| 10   | 1959년 12월 31일 | 나카무라 메이코 (中村メイコ)                      | 타카하시 케이조 (高橋圭三)             | 이시이 쇼자부로 (石井鐘三郎)                               | 홍조 (6-4)   | 기록 없음               |
| 11   | 1960년 12월 31일 | 나카무라 메이코 (中村メイコ)                      | 타카하시 케이조 (高橋圭三)             | 이시이 쇼자부로 (石井鐘三郎)                               | 백조 (6-5)   | 기록 없음               |
| 12   | 1961년 12월 31일 | 나카무라 메이코 (中村メイコ)                      | 타카하시 케이조 (高橋圭三)             | 호사카 토시아키 (穂坂俊明)                                 | 백조 (6-6)   | 기록 없음               |
| 13   | 1962년 12월 31일 | 모리 미츠코 (森光子)                              | 미야타 테루                            | 이시이 쇼자부로                                            | 백조 (6-7)   | 80.4%                   |
| 14   | 1963년 12월 31일 | 에리 치에미 (江利チエミ)                          | 미야타 테루                            | 이시이 쇼자부로                                            | 홍조 (7-7)   | 81.4%                   |
| 15   | 1964년 12월 31일 | 에리 치에미 (江利チエミ)                          | 미야타 테루                            | 이시이 쇼자부로                                            | 백조 (7-8)   | 72.0%                   |
| 16   | 1965년 12월 31일 | 하야시 미치코 (林美智子)                          | 미야타 테루                            | 이시이 쇼자부로                                            | 백조 (7-9)   | 78.1%                   |
| 17   | 1966년 12월 31일 | 페기 하야마 (ペギー葉山)                          | 미야타 테루                            | 이시이 쇼자부로                                            | 홍조 (8-9)   | 74.0%                   |
| 18   | 1967년 12월 31일 | 코코노에 미유코 (九重佑三子)                      | 미야타 테루                            | 키타데 세이고로                                            | 홍조 (9-9)   | 76.7%                   |
| 19   | 1968년 12월 31일 | 스이젠지 키요코 (水前寺清子)                      | 사카모토 큐 (坂本九)                   | 미야타 테루                                                | 백조 (9-10)  | 76.9%                   |
| 20   | 1969년 12월 31일 | 이토 유카리 (伊東ゆかり)                          | 사카모토 큐 (坂本九)                   | 미야타 테루                                                | 홍조 (10-10) | 69.7%                   |
| 21   | 1970년 12월 31일 | 미소라 히바리 (美空ひばり)                        | 미야타 테루                            | 키타데 세이고로                                            | 홍조 (11-10) | 77.0%                   |
| 22   | 1971년 12월 31일 | 스이젠지 키요코                                   | 미야타 테루                            | 스즈키 분야 (鈴木文彌)                                     | 백조 (11-11) | 78.1%                   |
| 23   | 1972년 12월 31일 | 사가라 나오미 (佐良直美)                          | 미야타 테루                            | 야마카와 시즈오 (山川静夫)                                 | 홍조 (12-11) | 80.6%                   |
| 24   | 1973년 12월 31일 | 스이젠지 키요코                                   | 미야타 테루                            | 야마카와 시즈오 (山川静夫)                                 | 홍조 (13-11) | 75.8%                   |
| 25   | 1974년 12월 31일 | 사가라 나오미                                     | 야마카와 시즈오                        | 도몬 마사오 (土門正夫) 나카에 요조 (中江陽三)              | 홍조 (14-11) | 74.8%                   |
| 26   | 1975년 12월 31일 | 사가라 나오미                                     | 야마카와 시즈오                        | 아이카와 히로시 (相川浩)                                   | 백조 (14-12) | 72.0%                   |
| 27   | 1976년 12월 31일 | 사가라 나오미                                     | 야마카와 시즈오                        | 아이카와 히로시 (相川浩)                                   | 홍조 (15-12) | 74.6%                   |
| 28   | 1977년 12월 31일 | 사가라 나오미                                     | 야마카와 시즈오                        | 아이카와 히로시 (相川浩)                                   | 백조 (15-13) | 77.0%                   |
| 29   | 1978년 12월 31일 | 모리 미츠코                                       | 야마카와 시즈오                        | 아이카와 히로시 (相川浩)                                   | 백조 (15-14) | 72.2%                   |
| 30   | 1979년 12월 31일 | 스이젠지 키요코                                   | 야마카와 시즈오                        | 나카에 요조                                                | 홍조 (16-14) | 77.0%                   |
| 31   | 1980년 12월 31일 | 쿠로야나기 테츠코                                 | 야마카와 시즈오                        | 나카에 요조                                                | 홍조 (17-14) | 71.1%                   |
| 32   | 1981년 12월 31일 | 쿠로야나기 테츠코                                 | 야마카와 시즈오                        | 우부카타 케이이치 (生方恵一)                               | 백조 (17-15) | 74.9%                   |
| 33   | 1982년 12월 31일 | 쿠로야나기 테츠코                                 | 야마카와 시즈오                        | 우부카타 케이이치 (生方恵一)                               | 홍조 (18-15) | 69.9%                   |
| 34   | 1983년 12월 31일 | 쿠로야나기 테츠코                                 | 스즈키 켄지 (鈴木健二)                 | 타모리 (タモリ)                                            | 백조 (18-16) | 74.2%                   |
| 35   | 1984년 12월 31일 | 모리 미츠코                                       | 스즈키 켄지 (鈴木健二)                 | 우부카타 케이이치                                          | 홍조 (19-16) | 78.1%                   |
| 36   | 1985년 12월 31일 | 모리 마사코 (森昌子)                              | 스즈키 켄지 (鈴木健二)                 | 센다 마사호 (千田正穂)                                     | 홍조 (20-16) | 66.0%                   |
| 37   | 1986년 12월 31일 | 메카타 요리코 (目加田頼子) 사이토 유키 (斉藤由貴) | 센다 마사호 카야마 유조 (加山雄三)     | 요시카와 세이이치 (吉川精一)                               | 백조 (20-17) | 59.4%                   |
| 38   | 1987년 12월 31일 | 와다 아키코 (和田アキ子)                          | 카야마 유조                            | 요시카와 세이이치 (吉川精一)                               | 홍조 (21-17) | 55.2%                   |
| 39   | 1988년 12월 31일 | 와다 아키코 (和田アキ子)                          | 카야마 유조                            | 스기우라 케이코 (杉浦圭子)                                 | 백조 (21-18) | 53.9%                   |
| 40   | 1989년 12월 31일 | 미타 요시코 (三田佳子)                            | 타케다 테츠야 (武田鉄矢)               | 마츠다이라 사다토모 (松平定知)                             | 홍조 (22-18) | 1부: 38.5% 2부: 47.0%   |
| 41   | 1990년 12월 31일 | 미타 요시코 (三田佳子)                            | 니시다 토시유키 (西田敏行)             | 마츠다이라 사다토모 (松平定知)                             | 백조 (22-19) | 1부: 30.6% 2부: 51.5%   |
| 42   | 1991년 12월 31일 | 아사노 유코 (浅野ゆう子)                          | 사카이 마사아키 (堺正章)               | 야마카와 시즈오                                            | 홍조 (23-19) | 1부: 34.9% 2부: 51.5%   |
| 43   | 1992년 12월 31일 | 이시다 히카리 (石田ひかり)                        | 사카이 마사아키 (堺正章)               | 야마카와 시즈오                                            | 백조 (23-20) | 1부: 40.2% 2부: 55.2%   |
| 44   | 1993년 12월 31일 | 이시다 히카리 (石田ひかり)                        | 사카이 마사아키 (堺正章)               | 모리타 미유키 (森田美由紀)                                 | 백조 (23-21) | 1부: 42.4% 2부: 51.5%   |
| 45   | 1994년 12월 31일 | 카미누마 에미코 (上沼恵美子)                      | 후루타치 이치로 (古舘伊知郎)           | 미야카와 야스오 (宮川泰夫)                                 | 홍조 (24-21) | 1부: 40.1% 2부: 51.5%   |
| 46   | 1995년 12월 31일 | 카미누마 에미코 (上沼恵美子)                      | 후루타치 이치로 (古舘伊知郎)           | 미야모토 류지 (宮本隆治) 쿠사노 미츠요 (草野満代)          | 백조 (24-22) | 1부: 44.9% 2부: 50.4%   |
| 47   | 1996년 12월 31일 | 마츠 타카코 (松たか子)                            | 후루타치 이치로 (古舘伊知郎)           | 미야모토 류지 (宮本隆治) 쿠사노 미츠요 (草野満代)          | 백조 (24-23) | 1부: 41.6% 2부: 53.9%   |
| 48   | 1997년 12월 31일 | 와다 아키코                                       | 나카이 마사히로 (中居正広)             | 미야모토 류지                                              | 백조 (24-24) | 1부: 40.2% 2부: 50.7%   |
| 49   | 1998년 12월 31일 | 쿠보 준코 (久保純子)                              | 나카이 마사히로 (中居正広)             | 미야모토 류지                                              | 홍조 (25-24) | 1부: 45.4% 2부: 57.2%   |
| 50   | 1999년 12월 31일 | 쿠보 준코 (久保純子)                              | 5대 나카무라 칸자부로 (5代中村勘九郎)  | 미야모토 류지                                              | 백조 (25-25) | 1부: 45.8% 2부: 50.8%   |
| 51   | 2000년 12월 31일 | 쿠보 준코 (久保純子)                              | 이즈미 모토야 (和泉元彌)               | 미야모토 류지                                              | 홍조 (26-25) | 1부: 39.2% 2부: 48.4%   |
| 52   | 2001년 12월 31일 | 우도 유미코 (有働由美子)                          | 아베 와타루 (阿部渉)                   | 미야케 타미오 (三宅民夫)                                   | 백조 (26-26) | 1부: 38.1% 2부: 48.5%   |
| 53   | 2002년 12월 31일 | 우도 유미코 (有働由美子)                          | 아베 와타루 (阿部渉)                   | 미야케 타미오 (三宅民夫)                                   | 홍조 (27-26) | 1부: 37.1% 2부: 47.3%   |
| 54   | 2003년 12월 31일 | 우도 유미코 젠바 타카코 (膳場貴子)                | 아베 와타루 타카야마 테츠야 (高山哲哉) | 타케우치 토코 (武内陶子)                                   | 백조 (27-27) | 1부: 35.5% 2부: 45.9%   |
| 55   | 2004년 12월 31일 | 오노 후미에 (小野文惠)                            | 아베 와타루                            | 호리오 마사아키 (堀尾正明)                                 | 홍조 (28-27) | 1부: 30.8% 2부: 39.3%   |
| 56   | 2005년 12월 31일 | 나카마 유키에 (仲間由紀恵)                        | 야마모토 코지 (山本耕史)               | 미노 몬타 (みのもんた) 야마네 모토요 (山根基世)            | 백조 (28-28) | 1부: 35.4% 2부: 42.9%   |
| 57   | 2006년 12월 31일 | 나카마 유키에 (仲間由紀恵)                        | 나카이 마사히로                        | 미야케 타미오 쿠로사키 메구미 (黒崎めぐみ)                 | 백조 (28-29) | 전반: 30.6% 후반: 39.8% |
| 58   | 2007년 12월 31일 | 나카이 마사히로                                   | 쇼후쿠테이 츠루베 (笑福亭鶴瓶)         | 마츠모토 카즈야 (松本和也) 스미요시 미키 (住吉美紀)        | 백조 (28-30) | 전반: 32.8% 후반: 39.5% |
| 59   | 2008년 12월 31일 | 나카마 유키에                                     | 나카이 마사히로                        | 마츠모토 카즈야 오노 후미에                                | 백조 (28-31) | 전반: 35.7% 후반: 42.1% |
| 60   | 2009년 12월 31일 | 나카마 유키에                                     | 나카이 마사히로                        | 아베 와타루                                                | 백조 (28-32) | 전반: 37.1% 후반: 40.8% |
| 61   | 2010년 12월 31일 | 마츠시타 나오 (松下奈緒)                          | 아라시                                 | 아베 와타루                                                | 백조 (28-33) | 전반: 35.7% 후반: 41.7% |
| 62   | 2011년 12월 31일 | 이노우에 마오 (井上真央)                          | 아라시                                 | 아베 와타루                                                | 홍조 (29-33) | 전반: 35.2% 후반: 41.6% |
| 63   | 2012년 12월 31일 | 호리키타 마키 (堀北真希)                          | 아라시                                 | 우도 유미코                                                | 백조 (29-34) | 전반: 33.2% 후반: 42.5% |
| 64   | 2013년 12월 31일 | 아야세 하루카 (綾瀬はるか)                        | 아라시                                 | 우도 유미코                                                | 백조 (29-35) | 전반: 36.9% 후반: 44.5% |
| 65   | 2014년 12월 31일 | 요시타카 유리코 (吉高由里子)                      | 아라시                                 | 우도 유미코                                                | 백조 (29-36) | 전반: 35.1% 후반: 42.2% |
| 66   | 2015년 12월 31일 | 아야세 하루카                                     | 이노하라 요시히코 (井ノ原快彦)         | 쿠로야나기 테츠코 우도 유미코                              | 홍조 (30-36) | 전반: 34.8% 후반: 39.2% |
| 67   | 2016년 12월 31일 | 아리무라 카스미 (有村架純)                        | 아이바 마사키 (相葉雅紀)               | 타케타 신이치 (武田真一)                                   | 홍조 (31-36) | 전반: 35.1% 후반: 40.2% |
| 68   | 2017년 12월 31일 | 아리무라 카스미 (有村架純)                        | 니노미야 카즈나리 (二宮和也)           | 우치무라 테루요시 (内村光良) 쿠와코 마호 (桑子真帆)        | 백조 (31-37) | 전반: 35.8% 후반: 39.4% |
| 69   | 2018년 12월 31일 | 히로세 스즈 (大石鈴華)                            | 사쿠라이 쇼 (櫻井 翔)                  | 우치무라 테루요시 (内村光良) 쿠와코 마호 (桑子真帆)        | 백조 (31-38) | 전반: 37.7% 후반: 41.5% |
| 70   | 2019년 12월 31일 | 아야세 하루카 (綾瀬はるか)                        | 사쿠라이 쇼 (櫻井 翔)                  | 우치무라 테루요시 (内村光良) 와쿠다 마유코 (和久田 麻由子) | 백조 (31-39) | 전반: 34.7% 후반: 37.3% |
| 71   | 2020년 12월 31일 | 니카이도 후미 (二階堂ふみ)                        | 오오이즈미 요 (大泉洋)                 | 우치무라 테루요시 (内村光良) 쿠와코 마호 (桑子真帆)        | 홍조 (32-39) | 전반: 34.2% 후반: 40.3% |
| 72   | 2021년 12월 31일 | 카와구치 하루나 (川口春奈)                        | 오오이즈미 요 (大泉洋)                 | 와쿠다 마유코 (和久田麻由子)                               | 홍조 (33-39) | 전반: 31.5% 후반: 34.3% |
| 73   | 2022년 12월 31일 | 하시모토 칸나 (橋本環奈)                          | 오오이즈미 요 (大泉洋)                 | 사쿠라이 쇼 (櫻井翔)                                       | 백조 (33-40) | 전반: 31.2% 후반: 35.3% |

### 내용주
1. ↑  일본어: NHK 紅白歌合戦 고하쿠우타갓센[*], 로마자: Kōhaku Uta Gassen

### 참조주
1. 1 2  “NHK紅白歌合戦 番組平均世帯視聴率” (일본어). Video Research. 2018년 1월 10일에 원본 문서에서 보존된 문서. 2018년 1월 11일에 확인함.
2. ↑  “これだけ変わった年末年始の”恒例”、変わらないのは〇〇だけ！？” (일본어). 投信1. 2018년 1월 10일에 원본 문서에서 보존된 문서. 2018년 1월 11일에 확인함.
3. ↑  “息ぴったり！司会の内村光良、有村架純、二宮和也が「紅白歌合戦」への熱い思いを明かす” (일본어). T-SITE. 2017년 12월 15일. 2018년 1월 10일에 원본 문서에서 보존된 문서. 2018년 1월 11일에 확인함.
4. ↑  “大トリは嵐！2016年大晦日の第67回NHK紅白歌合戦、曲名と曲順が発表に”. 《2016년 12월 26일》 (일본어). Japaaan. 2018년 1월 10일에 원본 문서에서 보존된 문서. 2018년 1월 11일에 확인함.
5. ↑  “紅白初の“出場辞退者”は！？「ＮＨＫ紅白歌合戦」雑学②” (일본어). Nicheee. 2015년 12월 28일. 2018년 1월 10일에 원본 문서에서 보존된 문서. 2018년 1월 11일에 확인함.
6. ↑  “大みそか「NHK紅白歌合戦」基礎情報まとめ” (일본어). 전일본가요정보센터. 2017년 11월 19일. 2018년 1월 10일에 원본 문서에서 보존된 문서. 2018년 1월 11일에 확인함.
7. ↑  카네다 마유 (2015년 12월 4일). “レベッカの紅白出場に茶々を入れるのは音楽を知らない若者だけ？” (일본어). asagei+. 2018년 1월 10일에 원본 문서에서 보존된 문서. 2018년 1월 11일에 확인함.
8. ↑  와타나베 유지 (2017년 12월 18일). “〝目玉〟は何？ 2週間前になっても盛り上がらない「紅白」” (일본어). BLOGOS. 2018년 1월 10일에 원본 문서에서 보존된 문서. 2018년 1월 11일에 확인함.
9. ↑  “【紅白リハ】布施明、今年で紅白勇退を宣言「頑張っている若者に譲りたい」” (일본어). 오리콘. 2009년 12월 29일. 2018년 1월 10일에 원본 문서에서 보존된 문서. 2018년 1월 11일에 확인함.
10. ↑  “Perfume・乃木坂46らが「シブヤノオト紅白SP」に生出演、Hey! Say! JUMPら初出場歌手の裏側密着VTRも” (일본어). music.jp. 2017년 12월 10일. 2018년 1월 10일에 원본 문서에서 보존된 문서. 2018년 1월 11일에 확인함.
11. 1 2 3  “白組の勝利は赤組より7回多い！数字で見る「紅白歌合戦」の雑学” (일본어). suzie. 2015년 12월 31일. 2018년 1월 11일에 원본 문서에서 보존된 문서. 2018년 1월 11일에 확인함.
12. ↑  “ＮＨＫ「紅白歌合戦」台本は６７２ページ！” (일본어). Tokyo Sports. 2015년 12월 29일. 2018년 1월 10일에 원본 문서에서 보존된 문서. 2018년 1월 11일에 확인함.
13. 1 2  “そうだったのか！「紅白歌合戦」のつくり方” (일본어). 주간 겐다이. 2017년 12월 17일. 2018년 1월 10일에 원본 문서에서 보존된 문서. 2018년 1월 11일에 확인함.
14. ↑  요시자와 히카루. “紅白歌合戦で●●をすると本当に叱られる!!　紅白でのタブー行為とは？” (일본어). TOCANA. 2018년 1월 10일에 원본 문서에서 보존된 문서. 2018년 1월 11일에 확인함.
15. ↑  요시자와 히카루. “紅白歌合戦で●●をすると本当に叱られる!!　紅白でのタブー行為とは？” (일본어). TOCANA. 2018년 1월 10일에 원본 문서에서 보존된 문서. 2018년 1월 11일에 확인함.
16. ↑  “紅白、今年は司会者面談なし「一から見直した」＜第68回NHK紅白歌合戦＞” (일본어). modelpress. 2017년 12월 29일. 2018년 1월 10일에 원본 문서에서 보존된 문서. 2018년 1월 11일에 확인함.
17. 1 2  “【紅白歌合戦トリビア】「打ち上げ」はNHKの食堂で行なわれる” (일본어). News Postseven. 2014년 12월 20일. 2018년 1월 10일에 원본 문서에서 보존된 문서. 2018년 1월 11일에 확인함.
18. ↑  NHK홍백가합전 (2012년 12월 31일). “NHK紅白歌合戦‏” (일본어). 트위터. 2018년 1월 10일에 원본 문서에서 보존된 문서. 2018년 1월 11일에 확인함.
19. ↑  고다, 58–59쪽.
20. ↑  “そもそも、いつどんな形でスタートしたのか？” (일본어). 산케이 뉴스. 2016년 12월 31일. 2018년 1월 10일에 원본 문서에서 보존된 문서. 2018년 1월 11일에 확인함.
21. ↑  고다, 61–62쪽.
22. 1 2  “グループ出場禁止だった紅白歌合戦　ダーク・ダックスで解禁” (일본어). News Postseven. 2014년 12월 17일. 2018년 1월 10일에 원본 문서에서 보존된 문서. 2018년 1월 11일에 확인함.
23. ↑  “紅白歌合戦「女たちの熾烈バトル」全秘話（3）＜直撃3・中村晃子＞” (일본어). Asagei+. 2017년 12월 14일. 2018년 1월 10일에 원본 문서에서 보존된 문서. 2018년 1월 11일에 확인함.
24. ↑  NHK 홍백가합전 시청률 총계 - 비디오 리서치 자료

## 참고 문헌
- 고다 미치토 (2012년 12월 15일). 《紅白歌合戦の舞台裏》 [홍백가합전의 무대 뒤]. 젠온가쿠후슛판샤(全音楽譜出版社). ISBN 978-4-11-880178-0.